# ASG Vorwärts Plauen
ASG Vorwärts Plauen was een Duitse legervoetbalclub uit Plauen, Saksen, die bestond van 1974 tot 1989.

## Geschiedenis
De club werd in 1974 opgericht in Plauen, maar bestond eigenlijk al jaren eerder in Meiningen. De club nam de plaats in de DDR-Liga over van ASG Vorwärts Meiningen. Terwijl de club in Meiningen geliefd was en op vele toeschouwers mocht rekenen was in Plauen het tegendeel waar. De club werd door het publiek nooit geaccepteerd, onder andere door de nabijheid van de Grenztruppen der DDR. De club profiteerde voornamelijk van Oberligaspelers die hun legerdienst volbrachten. Later gingen zij naar FC Vorwärts Frankfurt.
De club speelde nog zeven seizoenen in de DDR-Liga en werd derde in 1974/75 en 1976/77. In 1981 degradeerde de club uiteindelijk naar de Bezirksliga. Daar schreven ze een record op hun naam door alle wedstrijden van de competitie te winnen. Na nog een overwinning in de eindronde tegen BSG Motor Zschopau promoveerde de club terug naar de DDR-Liga. De legerafdeling Vorwärts bespaarde waardoor de club verzwakte en meteen terug degradeerde. De club kon nog één keer kampioen worden van de Bezirksliga, maar slaagde er niet meer in te promoveren.
In 1985 degradeerde de club naar de Bezirksklasse en in 1987 werd het nakende einde al zichtbaar als een deel van de ploeg werd overgeheveld naar Motor/Wema Plauen. In 1989 werd de club ontbonden.